# Flicker (álbum)
Flicker es el álbum debut en solitario del cantante y compositor irlandés Niall Horan. Fue lanzado el 20 de octubre de 2017, a través de Neon Haze Music y Capitol Records. "This Town". Se estrenó el 29 de septiembre de 2016, como el sencillo principal del álbum, seguido de los sencillos de 2017 "Slow Hands" y "Too Much to Ask" y el sencillo de 2018 "On the Loose".

## Antecedentes
En junio de 2016, Horan confirmó que estaba trabajando en su álbum de debut de estudio afirmando "He estado en el estudio escribiendo partes y piezas. Es solo por diversión en este momento. He hecho relaciones con diferentes escritores a lo largo de los años, así que los estoy poniendo en acción ahora ". En septiembre de 2016, se anunció que Horan había firmado un contrato en solitario con Capitol Records.
Hablando con Daily Star, Horan dijo: "He estado trabajando en ello desde marzo de 2016. Ha sido un año y medio en desarrollo y finalmente es hora de que la gente lo escuche". En una entrevista con Entertainment Weekly Horan declaró que su próximo nuevo álbum estaba inspirado en obras de rock clásico, incluyendo Fleetwood Mac y The Eagles. "Cada vez que tomaba una guitarra, siempre tocaba acordes de forma natural, y tomaba dedo con frecuencia y tocaba ese tipo de estilo folky". También describió la colección como una sensación de "folk-pop".
En agosto de 2017, Horan debutó varias canciones del álbum durante un show en vivo en Shepherd's Bush Empire en Londres. También reveló que se había puesto en contacto con Maren Morris para contribuir a su canción "Seeing Blind". El 15 de septiembre de 2017, Horan anunció el álbum a través de sus cuentas de redes sociales, revelando el título del álbum, la portada y la fecha de lanzamiento, así como el lanzamiento del tercer sencillo del álbum, "To Much to Ask". La lista de canciones del álbum se dio a conocer el 22 de septiembre de 2017. Horan le dijo a Zane Lowe en su programa Beats 1 Radio que la canción principal del álbum, "Flicker", significa más para él y "fue un momento muy conmovedor en el proceso de grabación" , en la medida en que "cambió la forma en que grabé el resto del álbum".

## Sencillos
El sencillo principal del álbum, "This Town", fue lanzado junto con su vídeo musical de una presentación en vivo el 29 de septiembre de 2016. Es el primer sencillo de Horan fuera de la banda de chicos One Direction. Desde su lanzamiento, ha alcanzado el puesto número nueve en la lista de singles del Reino Unido, y el número 20 en la lista Billboard Hot 100 de los Estados Unidos.
El segundo sencillo, "Slow Hands", se lanzó el 4 de mayo de 2017. Tras su lanzamiento, recibió críticas favorables de los críticos. Billboard describió la canción como una "melodía de Rock con R&B". El tema se ubicó entre los 10 primeros en varios países y alcanzó el número 11 en el Billboard Hot 100 de Estados Unidos.
Se lanzó "Too Much to Ask" como tercer sencillo el 15 de septiembre de 2017. El video musical se subió a YouTube el 21 de septiembre de 2017.
Se lanzó "On the loose" como cuarto sencillo el 20 de febrero de 2018. El video musical se subió a YouTube el 6 de marzo de 2018.

## Promoción
Para promover el álbum, Horan se ha embarcado en su primera gira de conciertos titulada, Flicker Sessions 2017. La gira se anunció el 10 de julio de 2017, a través de las cuentas de redes sociales y el sitio web de Horan. La gira de conciertos se lanzó el 29 de agosto de 2017 en el Olympia Theatre de D
Dublín, Irlanda.

## Recepción

### Comentarios de la crítica
Flicker recibió críticas positivas de críticos de música. En Metacritic, que asigna una calificación normalizada de 100 a las críticas de la corriente principal de la crítica, el álbum tiene un puntaje promedio de 64 sobre 100, lo que indica "críticas generalmente favorables" basadas en 5 revisiones.
Nick Levine de NME fue positivo del álbum, calificando su contenido de "atractivo sencillo y directo", señalando las influencias de Horan sobre Fleetwood Mac y The Eagles, concluyendo su crítica elogiándolo como un debut "prometedor" y "bien lanzado". Neil Yeung de AllMusic fue igualmente positivo, señalando el "gran primer paso" de Horan hacia la madurez musical, encontrando su "propia voz".
Alexis Petridis de The Guardian fue menos positivo, llamándolo "medio del camino" y afirmando que "nada de eso es terriblemente emocionante"; sin embargo, mientras agrega que puede ser "fácil de burlarse", más tarde contrastó su contenido y potencial positivamente con el de los compañeros de banda anteriores de Horan, Harry Styles y Zayn Malik.

### Desempeñó comercial
En Irlanda y Países Bajos debutó con ventas de 159,000 copias en su primera semana, de las cuales 100,000 son ventas puras del álbum. En Estados Unidos el álbum debutó en el número uno del Billboard 200 en la semana del 31 de octubre de 2017 con 128,000 copias vendidas en su semana de debut siendo el menor de ventas de los álbumes de los exmiembros de la banda One Direction como solistas, sin embargo es el tercer exmiembro en alcanzar el primer puesto de la lista.
En.Estados Unidos ha vendido 750,000 copias.

## Lista de canciones

#### Flicker– Standard edition
| N.º | Título                             | Escritor(es)                                        | Productor(es) | Duración |  |
| 1.  | «On the Loose»                     | Niall Horan Julian Bunetta [John Ryan (musician)    | Bunetta       | 3:43     |  |
| 2.  | «This Town»                        | Horan Jamie Scott Mike Needle Daniel Bryer          | Greg Kurstin  | 3:52     |  |
| 3.  | «Seeing Blind» (with Maren Morris) | Horan Ruth-Anne Cunningham Matthew Smith Radosevich | Jacquire King | 3:05     |  |
| 4.  | «Slow Hands»                       | Horan Alexander Izquierdo Ryan Bunetta Cunningham   | Bunetta       | 3:07     |  |
| 5.  | «Too Much to Ask»                  | Horan Scott                                         | Kurstin       | 3:43     |  |
| 6.  | «Paper Houses»                     | Horan Iain Archer                                   | King          | 3:34     |  |
| 7.  | «Since We're Alone»                | Horan Greg Kurstin Dan Wilson Cunningham            | Kurstin       | 4:02     |  |
| 8.  | «Flicker»                          | Horan Bunetta Ryan                                  | King          | 4:18     |  |
| 9.  | «Fire Away»                        | Horan Bunetta Ryan Cunningham                       | Bunetta       | 3:26     |  |
| 10. | «You and Me»                       | Horan Radosevich Cunningham                         | King          | 3:04     |  |

#### Flicker– Deluxe edition
| Flicker – Deluxe edition |             |             |          |  |
| N.º                      | Título      | Producer(s) | Duración |  |
| 11.                      | «On My Own» | TMS         | 4:00     |  |
| 12.                      | «Mirrors»   | Bunetta     | 3:38     |  |
| 13.                      | «The Tide»  | King        | 3:20     |  |

#### Flicker– Japan/Target edition
| Flicker – Japan/Target edition |                           |             |          |  |
| N.º                            | Título                    | Producer(s) | Duración |  |
| 14.                            | «Flicker» (acoustic)      |             |          |  |
| 15.                            | «On the Loose» (acoustic) |             |          |  |

#### Flicker– Japan deluxe edition (bonus DVD)
| Flicker – Japan deluxe edition (bonus DVD) |                                 |          |  |
| N.º                                        | Título                          | Duración |  |
| 1.                                         | «This Town» (music video)       |          |  |
| 2.                                         | «Slow Hands» (music video)      |          |  |
| 3.                                         | «Too Much to Ask» (music video) |          |  |
| 4.                                         | «Japan Trip Behind the Scenes»  |          |  |
| 5.                                         | «Interview»                     |          |  |

## Posicionamiento en listas
| País               | Lista                   | Mejor Posición |
| ------------------ | ----------------------- | -------------- |
| Argentina          | CAPIF                   | 3              |
| Alemania           | German Albums Chart     | 8              |
| Australia          | Australian Albums Chart | 2              |
| Bélgica (Flanders) | Belgian Albums Chart    | 5              |
| Bélgica (Wallonia) | Belgian Albums Chart    | 15             |
| Canadá             | Canadian Albums Chart   | 1              |
| Dinamarca          | Danish Albums Chart     | 4              |
| Escocia            | Official Charts Company | 3              |
| Estados Unidos     | Billboard 200           | 1              |
| Finlandia          | Finnish Albums Chart    | 6              |
| Francia            | French Albums Chart     | 18             |
| Irlanda            | Irish Albums Chart      | 1              |
| Italia             | Italian Albums Chart    | 2              |
| Noruega            | Norwegian Albums Chart  | 4              |
| Nueva Zelanda      | Recorded Music NZ       | 3              |
| Países Bajos       | Dutch Albums Chart      | 1              |
| Corea del Sur      | Gaon Album Chart        | 1              |
| Reino Unido        | UK Albums Chart         | 3              |
| Suecia             | Sweden Albums Chart     | 15             |

## Certificaciones
| País           | Proveedor | Certificación | Ventas Certificadas |
| -------------- | --------- | ------------- | ------------------- |
| México         | AMPROFON  | Platino       | 60 000              |
| Estados Unidos | RIAA      | Platino       | 500 000             |